# Nick Cross
Nicolas Cross (Bowie, 10 settembre 2001) è un giocatore di football americano statunitense che milita nel ruolo di safety per gli Indianapolis Colts della National Football League (NFL).

## Carriera

### Indianapolis Colts
Al college Cross giocò a football a Maryland. Fu scelto nel corso del terzo giro (96º assoluto) nel Draft NFL 2022 dagli Indianapolis Colts. Debuttò come professionista nella gara del primo turno contro gli Houston Texans mettendo a segno 4 tackle. La sua stagione da rookie si chiuse con 17 placcaggi e un fumble recuperato in 16 presenze, 2 delle quali come titolare.